# Мис (Верховазький район)
Мис (рос. Мыс) — присілок у складі Верховазького району Вологодської області, Росія. Входить до складу Чушевицького сільського поселення.

## Населення
Населення — 4 особи (2010; 5 у 2002).
Національний склад (станом на 2002 рік):
- росіяни — 100 %